# Javad Tabatabai
Javad Tabatabai (en persan : جواد طباطبایی), né le 14 décembre 1945 à Tabriz et mort le 28 février 2023 à Irvine (Californie), est un professeur émérite iranien, vice-doyen de la faculté de droit et de sciences politiques de l'université de Téhéran.

## Biographie
Javad Tabatabai commence ses études à l'université de Téhéran où il obtient sa maîtrise en droit. Ensuite, il obtient un doctorat d'État en philosophie politique à l'université Paris-1 Panthéon-Sorbonne, qui porte sur la philosophie politique de Hegel. Il est professeur et vice-doyen de la faculté de droit et de sciences politiques de l’université de Téhéran. En 1993, il est exclu de l'université de Téhéran et interdit d’enseigner.
De 1993 à 1999, il est chercheur associé au CNRS à Paris. Il est invité au Wissenschaftskolleg de Berlin, ainsi qu'au Moynihan Institute of Global Affairs de l'université de Syracuse.
Il a publié une dizaine de livres consacrés à l'histoire des idées politiques en Europe et en Iran.

## Décoration
- Chevalier de l'ordre des Palmes académiques (14 juillet 1995)[2].

## Publications
- Histoire de la pensée politique en Iran, 1988, 2e édition, 2014 (considérations philosophiques)
- Déclin de la pensée politique en Iran, 1994, 3e édition, 2016
- Ibn Khaldun et les sciences sociales en islam, 1995 (essai sur les conditions d'impossibilité)
- Nizâm al-Mulk et l'histoire de la pensée politique en Iran, 1996 (essai sur la continuité de la pensée politique iranienne)
- La chute d'Ispahan d'après Krusinski
- Réflexion sur l'Iran (1) : une introduction à la théorie du déclin de l'Iran, 2003
- Réflexion sur l'Iran (2A) : l'école de Tabriz et les fondements de modernisme
- Réflexion sur l'Iran (2B) : La théorie du constitutionnalisme en Iran
- Histoire de la pensée politique en Europe (1A) - de la Renaissance (1500) à la Révolution française (1789); La querelle des Anciens et des Modernes, 2003
- Histoire de la pensée politique en Europe (1C) - de la Renaissance (1500) à la Révolution française (1789)